# Johann Mattheson
Johann Mattheson (Hamburg, 28 de setembre de 1681 - 17 d'abril de 1764) fou un escriptor, compositor i musicòleg.
Va treballar en el teatre de la seva ciutat nadiua com a tenor, compositor i director d'orquestra: el 1705 entrà com a secretari al servei de l'ambaixador d'Anglaterra, John de Wich, i, en morir aquest, administrà els afers de la legació. El 1715 fou director de música en la catedral d'Hamburg, però ho hagué de deixar el 1728 per veure's afligit de sordesa. Malgrat això, continuà component sense descans, deixà els seus afers de la legació, escriví i donà lliçons, i fou, finalment, conseller de la legació anglesa i mestre al Ducat de Holstein.
A més d'un pianista de mèrit i d'un compositor fecund, fou un crític eminent que contribuí amb els seus escrits a fer que fossin abandonades les antigues teories musicals, amb el que facilità l'accés al sistema modern.

## Biografia
Mattheson va néixer el 28 de setembre de 1681 a Hamburg. Fill de Johann Mattheson (pare), un recaptador d'impostos, i de Margaretha Höling de Rendsburg (mare). La majoria de detalls de la seva vida provenen de la seva autobiografia publicada a la Grundlage einer Ehren-Pforte.
A l'escola de Johanneum va rebre una àmplia educació en les arts liberals, inclosa la instrucció musical per part de Kantor Joachim Gerstenbüttel. També va rebre classes privades de ball, dibuix, aritmètica, muntar, esgrima, i anglès, francès i italià. Als sis anys va començar classes particulars de música d'instruments de teclat i composició durant quatre anys amb Johann Nikolaus Hanff (després organista a la catedral de Schleswig), també de cant amb un músic local anomenat Woldag, i lliçons de viola de gamba, violí, flauta, oboè i llaüt.
Als nou anys Mattheson era un nen prodigi, que actuava amb l'orgue i cantava a les esglésies d'Hamburg. La seva veu era de tanta qualitat que Gerhard Schott, gerent de l'òpera d'Hamburg, el va convidar a unir-se a la companyia, on va cantar a l'òpera Aeneas de Johann Wolfgang Franck el 1690.
A més dels seus estudis musicals, Mattheson va iniciar la carrera de dret, però es va adonar que l'òpera era en si mateixa una "universitat musical", i va decidir no continuar l'educació formal després de completar els estudis a Johanneum el 1693.
Va esdevenir tota una figura a la cort d'Hamburg de Graf von Güldenlöw, virrei de Noruega i germà de Christian V, rei de Dinamarca. El seu talent innat va atraure el cercle de la cort i se li demanava freqüentment que toqués i cantés. L'experiència li va deixar una impressió indeleble de glamur de la societat aristocràtica d'Hamburg i, en la seva autobiografia remarcà que, va plorar amargament quan el seu pare va trencar l'acord laboral i l'obligà a abandonar la cort.
Havent cantat principalment en el cor i en papers poc importants quan era un infant, Mattheson va fer el seu debut en solitari en els papers femenins quan la companyia d'òpera va visitar Kiel el 1696. L'any següent la seva veu havia canviat, i va començar a assumir els papers de tenor en què va tenir un èxit considerable fins al 1705. Mattheson va tenir una vida musical immensament rica en aquests 15 anys amb l'òpera d'Hamburg; cantà i dirigí assajos de compositors com Johann Georg Conradi, Johann Sigismund Kusser i Reinhard Keizer.
El 1699, amb tan sols 18 anys, es va produir la seva primera òpera Die Plejades, en la qual ell va compondre la música, va cantar-ne el paper principal, i en va dirigir la producció sencera.
El 1703 va conèixer a George Frideric Handel, iniciant així una amistat que durant els tres anys següents seria mútuament beneficiosa: Mattheson va dir que va influir en el creixement de l'estil musical de Handel, especialment ensenyant-li composició en estil dramàtic; també probablement gràcies a ell Handel va obtenir un lloc a l'orquestra de l'òpera com a violinista i clavecinista.
El 1704 Mattheson va jugar el paper d'Antonius a la seva pròpia òpera Cleopatra i Handel hi va interpretar el clavicèmbal. No obstant això, després del suïcidi del personatge d'Antonius a la meitat del tercer acte, Mattheson va tornar a l'orquestra, amb la intenció de prendre el lloc que estava ocupant Händel al teclat, però ell s'hi va negar. Aquesta discussió entre els dos joves músics va donar lloc a un duel descrit per Mattheson en el seu diari; segons ell, Händel no va perdre la vida gràcies a un gran botó de la bata que duia, on Mattheson l'havia colpejat amb l'espasa. Segons sembla, però, aviat es van reconciliar, i Mattheson va cantar els papers principals a les òperes Almira i Nero de Händel a Hamburg el 1705, el darrer any de la carrera de Mattheson en el teatre.
Durant la seva carrera professional, Mattheson no només va actuar en unes 65 òperes noves, sinó que en va compondre diverses de pròpies. Es va convertir en un organista virtuós i va trobar temps per involucrar-se en nombroses activitats socials i musicals, inclosa la docència. El 1703 fou convidat (igual que Händel) a ocupar el càrrec d'organista per succeir a Dietrich Buxtehude a la Marienkirche de Lübeck. Mattheson i Händel viatjaren junts a Lübeck per fer les audicions. Tanmateix, els dos van rebutjar el càrrec. Mattheson també va rebutjar invitacions a altres llocs importants com a organista, inclòs un a la Pfarrkirche de Haarlem i, com a successor del distingit Johann Adam Reincken, a la Catharinenkirche d'Hamburg.
El 1704 Mattheson es va convertir en tutor de Cyrill Wich, fill de l'ambaixador anglès a Hamburg, Sir John Wich. Aquesta posició va marcar un punt d'inflexió en la seva carrera, oferint-li una feina amb cert estatus social i un salari considerable. Es va demostrar tan capaç, que el gener de 1706 va passar a ser també secretari de Sir John Wich, càrrec que va mantenir durant gran part de la seva vida, continuant amb les mateixes responsabilitats quan el fill de Wich va ser nomenat successor del seu pare el 1715. Mattheson es va convertir en indispensable per a l'ambaixador, viatjant sovint com a representant oficial de Wich en importants missions diplomàtiques. Durant aquest període també es va submergir en l'estudi de la llengua anglesa, dret, política i economia; i es convertí en un expert en el comerç entre Anglaterra i Hamburg.
El 1709 Mattheson es va casar amb Catharina Jennings (d. 8 de febrer de 1753), filla d'un ministre anglès. El 1715 es convertí en director musical de la catedral d'Hamburg, un lloc d'especial importància, per al qual va compondre moltes obres, incloent-hi més de dues dotzenes d'oratoris. Es va veure obligat a renunciar a aquest càrrec el 1728 per culpa de la creixent sordesa; estava completament sord cap al 1735. El 1719 Mattheson va ser nomenat mestre de capella a la cort del duc de Holstein. Entre 1715 i 1740 va escriure nombroses partitures i tractats importants, així com moltes traduccions en anglès de llibres, fullets i articles. També va traduir diverses històries, novel·les i obres filosòfiques d'autors anglesos, i va produir un flux constant d'articles per a revistes publicades a Hamburg (Cannon n'ofereix una valuosa bibliografia).
El 1741 Mattheson va rebre el títol de secretari de Legació al duc de Holstein, i el 1744 va ascendir com a conseller de legació. Després de la mort de la seva dona, va decidir donar una fortuna considerable, unes 44.000 marques, a la Michaeliskirche d'Hamburg per a la reconstrucció del gran orgue, el qual s'havia cremat. A canvi, va demanar que ell i la seva dona fossin enterrats a l'església.
El 25 d'abril de 1764 va ser enterrat a la cripta de l'església, i Telemann va dirigir la Das fröhliche Sterbelied, womit der nunmehro wolseelige Legations-Rath, Herr Johann Mattheson, ihm selbst, harmonisch und poetisch, im 83sten Jahre seines Alters, zu Grabe gesungen, que Mattheson havia compost per al seu propi funeral.

## Obra musicològica
Mattheson és famós principalment com a teòric musical. Va ser l'escriptor més abundant en pràctica interpretativa, estil teatral i harmonia del barroc alemany. És particularment important pel seu treball en la relació de les disciplines de la retòrica i la música, per exemple a Das neu-eröffnete Orchester i Der vollkommene Capellmeister. Tot i això, els seus llibres desperten cada cop més atenció perquè Mattheson era un polemista brillant i les seves teories sobre la música sovint estan plenes de pedanteria i pseudo-erudició.

### Retòrica i música
Mattheson creia que la música era "el camí més ràpid cap a l'ànima", tant pel seu poder de transmetre, com pels seus efectes. Així doncs, segons ell, el músic ha de conèixer les emocions per tal de despertar-les en el públic. Alhora, però, la base dels seus tractats i escrits segueix els principis i els gustos propis del racionalisme moderat, gràcies al qual el sentiment es troba al costat de la raó. Per això prenia també molta atenció als elements de caràcter tècnic i al fenomen acústic. Tot i així, per a Mattheson, la raó, sense l'oïda, es torna insuficient: l'oïda ve a ser "l'únic camí" pel que la música pot arribar a transmetre a l'oient atent.

| Any  | Títol |
| ---- | --- |
| 1713 | Das neuröffnete Orchestre |
| 1717 | Das beschützte Orchestre |
| 1717 | Verithophli Beweisgründer von der Musik                                                                                                 |
| 1719 | Exemplarische Organistenprobe im Artikel vom Generalbass                                                                                |
| 1720 | Réflexions sur l'eclaircissement d'un problème de musique pratique                                                                      |
| 1721 | Das forschende Orchestre |
| 1722 | Critica musica |
| 1727 | Der neue göttingische aber viel schlechter als die alten lacedàmonischen urteilende Ephorus wegen der hirdenmusik eines andern belehret |
| 1728 | Der musikalische Patriot |
| 1732 | De eruditione musica |
| 1737 | Kerbmelodischer Wissenschaft, bestehend in den auserlesenten Haupt-und Grundlehren der musikalischen Setzkunst                          |
| 1738 | Gültige Zegnisse über die füngste matthesonisch-musikalische hernschrift                                                                |
| 1739 | Der vollkommene Kapellmeister das ist Gründliche Auzeige aller derjenigen Sachen, die einer Wissen                                      |
| 1739 | Können und volkommen inne haben muss, der einer Kapelle mit Ehren und Nutzen vorstehen will                                             |
| 1740 | Grundlagen einer Ehrenforte, worin der tüchtigsten Kapellmeister; Komponistew; Musikgelehrten; Tonkünstter                              |
| 1740 | Etwas neues unter der Sonne |
| 1744 | Die neueste Untersuchung der Singspiele                                                                                                 |
| 1745 | Das erlänteter Selah |
| 1747 | Behauptung der himmlischen Musik aus den Gründen der Vernunft                                                                           |
| 1748 | Aristoxeni junioris phthongologia systematica> Versuch einer systematischen Klanglehre                                                  |
| 1748 | Mithridat wie der den Gift einer welschen Satire gennant <La Musica>                                                                    |
| 1750 | Bewärhte Panacea |
| 1750 | Wahrer Begriff des harmonischen Lebens, der Panacea zweite Dosis                                                                        |
| 1751 | Sieben Gespräche der Weisheit und Musik samt zwei Beilagen, als die dritte Dosis der Panacea                                            |
| 1751 | Die neu angelegte Freudenakademie |
| 1752 | Philologisches Tresespiel |
| 1754 | <Plus ultra> ein Stückwerk von neuer und mancherlei Art                                                                                 |
| 1761 | Georg-Friedrich-Haendels Lebensbechreibug                                                                                               |

## Obra musical
El gruix de la seva producció compositiva va ser vocal, incloent 8 òperes, 24 oratoris i cantates. També va escriure algunes sonates i alguna peça per a teclat, incloses de destinades a l'ensenyament. Tota la seva música, excepte una òpera, un oratori i algunes col·leccions de música instrumental, va desaparèixer després de la Segona Guerra Mundial, però va ser retornada a Hamburg des de Erevan (Armènia) el 1998. Això inclou quatre òperes i la majoria dels oratoris. Els manuscrits es troben ara a la Staats-und Universitätsbibliothek d'Hamburg, l'antiga Hamburgo Stadtbibliothek (Biblioteca de la ciutat).
| Any  | Lloc d'estrena | Títol                                                                                                |
| ---- | -------------- | --- |
| 1699 | Hamburg        | Die Plejades, oder Das Sieben-Gestirne                                                               |
| 1702 | Hamburg        | Der edelmüthige Porsenna                                                                             |
| 1702 | Hamburg        | Victor, Hertzog der Normannen                                                                        |
| 1704 | Hamburg        | Cleopatra [Die unglückselige Cleopatra, Königin von Egypten, oder Die betrogene Staats-Liebe]        |
| 1705 | Holstein       | Le retour du siècle d'or, das ist Die Wiederkehr der güldnen Zeit (‘Operetgen', Countess Löwenhaupt) |
| 1710 | Hamburg        | Boris Goudenow, oder Der durch Verschlagenheit erlangte Trohn                                        |
| 1711 | Hamburg        | Die geheimen Begebenheiten Henrico IV, Königs von Castilien und Leon, oder Die getheilte Liebe       |

| Any   | Títol                                                                                 |
| ----- | ------------------------------------------------------------------------------------- |
| 1715  | Die heylsame Geburth und Menschwerdung unsers Herrn und Heylandes Jesu Christi        |
| 1716  | Die gnädige Sendung Gottes des Heiligen Geistes                                       |
| 1716  | Chera, oder die Leidtragende und getröstete Wittwe zu Nain                            |
| 1716  | Der verlangte und erlangte Heiland                                                    |
| 1717  | Der Altonaische Hirten-Segen, nebst einer Passions-Andacht über den verlassenen Jesum |
| 1717  | Der reformirende Johannes                                                             |
| 1718  | Der für die Sünde der Welt gemartete und sterbende Jesus                              |
| 1718  | Der aller-erfreulichste Triumph oder Der überwindende Immanuel                        |
| 1718  | Die glücklich-streitende Kirche                                                       |
| 1718  | Die göttliche Vorsorge über alle Creaturen                                            |
| 1719  | Die Frucht des Geistes                                                                |
| 1719  | Christi Wunder-Wercke bey den Schwachgläubigen                                        |
| 1720  | Die durch Christi Auferstehung bestägte Auferstehung aller Todten                     |
| 1720  | Das gröste Kind                                                                       |
| 1721  | Der Blut-rünstige Kelter-Treter und von der Erden erhöhete Menschen-Sohn              |
| 1721  | Das irrende und wieder zu recht gebrachte Sünde-Schaaf                                |
| ?1721 | Die FDer unter den Todten gesuchte, und unter den lebendigen gefundene Sieges-Fürst   |
| 1722  | Das Grosse in dem Kleinen, oder Gott in den Herzen eines gläubigen Christen           |
| 1723  | Das Lied des Lammes                                                                   |
| 1723  | Der liebreiche und gedultige David                                                    |
| 1725  | Der aus dem Löwen-Graben befreyte                                                     |
| 1725  | Das gottseelige Geheimnis                                                             |
| 1726  | Der undanckbare Jerobeam                                                              |
| 1727  | Der gegen seine Brüder barmherzige Joseph                                             |
| 1727  | Das durch die Fleischwerdung des ewigen Wortes erfüllte Wort der Verheissung          |
| 1760  | Das fröhliche Sterbelied                                                              |

| Any       | Lloc d'estrena | Títol                                                                                |
| --------- | -------------- | ------------------------------------------------------------------------------------ |
| ?1705     | Hamburg        | Sonate à due cembali per il Signore Cyrillo Wich gran virtuoso                       |
| ?1705     | Hamburg        | Suite, 2 hpd                                                                         |
| 1708      | Amsterdam      | XII sonates, 2–3 fl                                                                  |
| 1713      | Hamburg        | Sonate, hpd                                                                          |
| 1714      | Londres        | Pièces de clavecin en deux volumes                                                   |
| 1714      | Londres        | German ed. as Matthesons Harmonisches Denckmahl, aus zwölfferwählten Clavier- Suiten |
| 1720      | Hamburg        | Der brauchbare Virtuoso, welcher … mit zwölff neuen Kammer-Sonaten, fl, vn, hpd      |
| 1735-1737 | Hamburg        | Die wol-klingende Finger-Sprache, in zwölff Fugen, mit zwey bis drey Subjecten       |